# Красна Варма
Красна Ва́рма (рос. Красная Варма, ерз. Красная Варма) — селище у складі Єльниківського району Мордовії, Росія. Входить до складу Надеждинського сільського поселення.
Населення — 2 особи (2010; 4 у 2002).
Національний склад (станом на 2002 рік):
- росіяни — 100 %